# Manuel Piñeiro
Manuel Piñeiro Losada, né le 14 mars 1933 à Matanzas (dans la province de Matanzas) et mort le 11 mars 1998 à La Havane, plus connu comme le commandant Barbarroja, est un homme politique et militaire cubain, l’une des principales figures de la Révolution cubaine en tant que responsable de la construction des appareils de sécurité cubains et du soutien à l’expansion des groupes radicaux de gauche en Amérique latine.

## Premières années
Fils de deux émigrants galiciens, la légende raconte qu’« il naquit au milieu d’un ouragan sur le comptoir du bar que tenaient ses parents dans la ville cubaine de Matanzas ».
Il participe aux manifestations étudiantes contre le coup d’État du 10 mars 1952, qui porte au pouvoir le dictateur Fulgencio Batista. En septembre 1953, son père, un directeur chez Bacardi, l’envoie étudier à l’université Columbia à New York, pour l’éloigner de la politique. Pendant ses études, il s’oppose à la discrimination politique, raciale et sociale qui prévalait alors aux États-Unis ; il épouse aussi une Américaine, la danseuse Lorna Burdsall, dont il se sépare par la suite,.

## Révolution cubaine
Il retourne à Cuba, dans sa ville natale, en 1955, où il devient l’un des fondateurs du Mouvement du 26 juillet. Il est arrêté par les organismes de sécurité de Batista et fiché pour ses activités subversives. Il poursuit ses activités clandestines à La Havane jusqu’à ce que, poursuivi par la police, il décide de monter à la Sierra Maestra pour rejoindre la colonne commandée par Fidel Castro.
En mars 1958, il est reconnu pour ses mérites et choisi personnellement par Fidel Castro comme officier pour intégrer la création du IIe Front Oriental Frank País sous le commandement de Raúl Castro. Dans ce front, il participe à plusieurs affrontements avec des unités de l’Armée cubaine. Par la suite, il est nommé chef du personnel et de l’inspection, fonction qui incluait le Service de renseignement et la Police rebelle.
Lors des combats pour la prise de Santiago de Cuba, il est promu commandant de l’Armée rebelle. Après la victoire, il est nommé chef de la place militaire de cette ville. C’est à cette époque qu’il est capté pour la première fois par les caméras, où l’on pouvait voir sa barbe rousse, ce qui explique son surnom.

## Chef des Services de Renseignement

### Sécurité de l’État
Barbarroja a toujours été un inconditionnel de Fidel Castro — qui le surnomme El Gallego —, ce qui est démontré publiquement pour la première fois lors du Procès des aviateurs : un tribunal révolutionnaire, présidé par le commandant Félix Peña Díaz, juge le 2 mars 1959, à Santiago de Cuba, 43 membres de la Force aérienne de Batista, et les acquitte tous. Cette même nuit, Fidel annule le verdict et nomma un nouveau tribunal, présidé par Piñeiro, qui condamne effectivement les aviateurs. Peña se suicide et le commandant Antonio Michel Yabor, autre membre du premier tribunal, finit en exil.
Ensuite, il est transféré à La Havane, où il exerce diverses fonctions pour la création des organismes de renseignement et de sécurité du régime de Castro. Le 6 juin 1961, il est nommé vice-ministre du ministère de l’Intérieur et chef du dénommé vice-ministère technique, organe chargé de développer la politique de renseignement et d’étendre le communisme en Amérique latine.
Lors du débarquement de la baie des Cochons, Piñeiro est adjoint de Ramiro Valdés Menéndez, chef du G-2, la Sécurité de l’État cubaine. En 1965, il est élu membre du comité central du Parti communiste cubain, poste qu’il occupe jusqu’en 1997. La même année, il reçoit à La Havane Markus Wolf, directeur de la Stasi, l’organe de renseignement de la République démocratique allemande qui conseille la formation de la Direction générale du renseignement de Cuba. Les organismes dirigés par Piñeiro jouent un rôle clé dans l’élimination de la clandestinité anticommuniste urbaine et un rôle important dans la répression de la guérilla rurale. Les opérations spéciales menées permettent de capturer plusieurs commandants et militants rebelles en vue. Les experts considèrent Piñeiro comme « le principal dirigeant de la police politique de Cuba ». Frederick Kempe, qui est correspondant diplomatique de The Wall Street Journal, écrit que Piñeiro soutenait que le problème de la drogue est un problème des États-Unis, et que si le narcotrafic leur cause du tort et rapporte de l’argent pour la révolution, tant mieux.
Piñeiro supervise des opérations secrètes et un soutien aux forces procommunistes en Argentine, au Venezuela, au Pérou, en Colombie, en Bolivie, et fournit l’infrastructure pour les actions africaines du Che Guevara. En même temps, Piñeiro refuse d’utiliser les forces spéciales cubaines pour secourir le Che Guevara et sa guérilla en Bolivie.
La défaite et la mort du Che Guevara érodent la position de Piñeiro. Un groupe de communistes vétérans dirigé par Aníbal Escalante plaide pour un changement de cap, incluant l’abandon des opérations clandestines hors de Cuba. Cette opposition, connue comme le cas de la microfraction, est réprimée avec la participation de Piñeiro et de Markus Wolf.
Au début de 1975, il prend la direction du Département Amériques du CC du PCC. Piñeiro est responsable de toutes les opérations cubaines à Grenade, au Nicaragua et au Salvador, ainsi que dans d’autres pays d’Amérique, y compris aux États-Unis, puisqu’il était en réalité le coordinateur en chef des opérations secrètes sur le continent. À partir de 1997, il se retire de toutes ses fonctions et se consacre à l’écriture et à la révision de livres et d’études sur la Révolution cubaine.
Le 11 mars 1998, après avoir reçu un hommage pour les 40 ans de la création du Front oriental, il a un accident alors qu’il conduisait chez lui et heurte un arbre, perdant la vie. Il est marié à la Chilienne Marta Harnecker, qu’il a rencontrée en 1972 et avec qui il a une fille, Camila. Il est enterré au cimetière Christophe Colomb, à La Havane.
Mauricio Vicent, correspondant du quotidien espagnol El País, résumait ainsi la personnalité de Piñeiro : « Héros pour ses hommes à Cuba, haï à mort par ses ennemis idéologiques à Miami, aux États-Unis et dans tout le continent, Piñeiro fut un stratège extrêmement habile, doté d’un humour et d’une intelligence hors du commun, qualités que reconnaissaient et craignaient jusqu’à ses pires adversaires ». Révolutionnaire fervent, « il maintint jusqu’à la fin que la pensée de Guevara avait encore sa place en Amérique latine et que la guérilla de Bolivie aurait pu triompher ». Luis Suárez Salazar a réuni des textes de Piñeiro publiés chez Ocean Press en collaboration avec Ediciones Tricontinental dans Che Guevara y la revolución latinoamericana.